# کلش اف چمپیونز
کلش اف چمپیونز (به انگلیسی: Clash of the Champions) مجموعه ای از برنامه‌های تلویزیونی کشتی کج حرفه ای بود که توسط دبلیو سی دبلیو، جیم کراکت پروموشن و ان دبلیو آ تولید می‌شد. کارت‌های ویژه (en) این مجموعه شامل مسابقات پی پر ویو کالیبر بود که از این نظر مشابه مین ایونت شنبه شب دبلیو دبلیو اف بود. نمایش‌های کلش اف چمپیونز به دلیل پخش نشدن تبلیغات معمول در طول مسابقات کشتی کج مشهور بودند، حتی اگر زمان رقابت ۲۰ دقیقه یا بیشتر بود.